# P
P je sedemnajsta črka slovenske abecede.

## PomeniP
- P je simbol za kemijski element fosfor.
- v biokemiji je P enočrkovna oznaka za aminokislino prolin